# Хейни, Кристин
Кристин Линн Хейни (англ. Kristin Lynne Haynie; род. 17 июня 1983 года в Лансинге, Мичиган, США) — американская профессиональная баскетболистка, выступавшая в женской национальной баскетбольной ассоциации. Была выбрана на драфте ВНБА 2005 года в первом раунде под общим девятым номером командой «Сакраменто Монархс». Играла в амплуа разыгрывающего и атакующего защитника. По окончании игровой карьеры вошла в тренерский штаб команды NCAA «Истерн Мичиган Иглс». В настоящее же время является ассистентом главного тренера студенческой команды «Централ Мичиган Чиппевас».

## Ранние годы
Кристин Хейни родилась 17 июня 1983 года в городе Лансинг (штат Мичиган), а училась в соседнем городе Мейсон в одноимённой средней школе, в которой выступала за местную баскетбольную команду.